# Montseny (Catalogne)
 (décembre 2018).
Montseny est une commune de la province de Barcelone, en Catalogne, en Espagne, de la comarque du Vallès Oriental